# Сепутра, Николай Ади
Николай Ади Сепутра (индон. Nicolaus Adi Seputra MSC  , 6 декабря 1959 года, Индонезия) — католический прелат, архиепископ Мерауке с 7 апреля 1959 года, член монашеской конгрегации «Миссионеры Святейшего Сердца Иисуса».

## Биография
Николай Ади Сепутра изучал богословие в католических семинариях в городах Мертоюдан и Пинеленг. 1 февраля 1989 года был рукоположён в священника в монашеской конгрегации «Миссионеры Святейшего Сердца Иисуса». С 1989 по 1997 год служил в различных католических приходах архиепархии Мерауке. С 1997 года продолжил своё образование в Маниле, Филиппины. В 2001 году получил научную степень магистра в области пастырского богословия и был назначен настоятелем кафедрального собора в Мерауке. C 2003 года был генеральным викарием архиепархии Мерауке.
7 апреля 2004 года Римский папа Иоанн Павел II назначил Николая Ади Сепутру архиепископом Мерауке. 25 июля 2004 года состоялось рукоположение Николая Ади Сепутры в епископа, которое совершил архиепископ Мерауке Якобус Дёйвенворде в сослужении с архиепископом Джакарты Юлием Рияди Дармаатмаджой и епископом Тимики Иоанном Филиппом Саклилом.